# Jales Airport
Jales Airport är en flygplats i Brasilien.   Den ligger i kommunen Jales och delstaten São Paulo, i den södra delen av landet, 600 km sydväst om huvudstaden Brasília. Jales Airport ligger 452 meter över havet.
Terrängen runt Jales Airport är platt, och sluttar söderut. Närmaste större samhälle är Jales, 2,7 km norr om Jales Airport.
Omgivningarna runt Jales Airport är en mosaik av jordbruksmark och naturlig växtlighet. Runt Jales Airport är det ganska glesbefolkat, med 26 invånare per kvadratkilometer.